# Rio Escondido (film din 1948)
Rio Escondido (titlul original: Rio Escondido) este un film dramatic - romantic mexican, realizat în 1948 de regizorul Emilio Fernández, protagoniști fiind actorii María Félix, Fernando Fernández, Carlos López Moctezuma și Columba Domínguez. 

## Conținut
Președintele Mexicului trimite tânăra învățătoare Rosaura într-o localitate îndepărtată din statul Coahuila, cunoscut cu numele de Río Escondido, pentru a alfabetiza populația din zonă. Intențiile bune ale lui Rosaura sunt neavenite pentru Don Regino Sandoval, șeriful tiran al orașului. Situația devine și mai critică atunci când Regino se îndrăgostește de învățătoare, făcându-i viața amară.

## Distribuție
- María Félix – Rosaura Salazar
- Fernando Fernández – Felipe Navarro, medic stagiar
- Carlos López Moctezuma – Don Regino Sandoval, șeful
- Columba Domínguez – Merceditas
- Manuel Dondé – El Rengo, acolitul lui Don Regino
- Roberto Cañedo – adjutantul președintelui
- Beatriz Germán Fuentes – Raquel, fetița
- Jaime Jiménez Pons – Goyito, copilul
- Carlos Múzquiz – Leonardo

## Premii și nominalizări
Filmul a avut in Mexic un succes răsunător, primind la Festivalul de film Ariel din Mexic, 10 nominalizări din care 7 premii câștigate: 

### Premiile Ariel(1948)
| Categoría                              | Persoana                            | Rezultat     |
| -------------------------------------- | ----------------------------------- | ------------ |
| Cel mai bun film                       | Cel mai bun film                    | Câștigat     |
| Cel mai bun regizor                    | Emilio Fernández                    | Nominalizare |
| Cel mai bun actor                      | Carlos López Moctezuma              | Câștigat     |
| Cea mai bună actriță                   | María Félix                         | Câștigat     |
| Cel mai bun scenariu original          | Emilio Fernández Mauricio Magdaleno | Câștigat     |
| Cea mai bună imagine                   | Gabriel Figueroa                    | Câștigat     |
| Cea mai bună coloană sonoră            | Francisco Domínguez                 | Câștigat     |
| Cea mai bună scenografíe               | Manuel Fontanals                    | Nominalizare |
| Cel mai bun actor într-un rol secundar | Eduardo Arozamena                   | Nominalizare |
| Cel mai bun actor copil                | Jaime Jiménez Pons                  | Câștigat     |